# Gustav Adolfspalatset

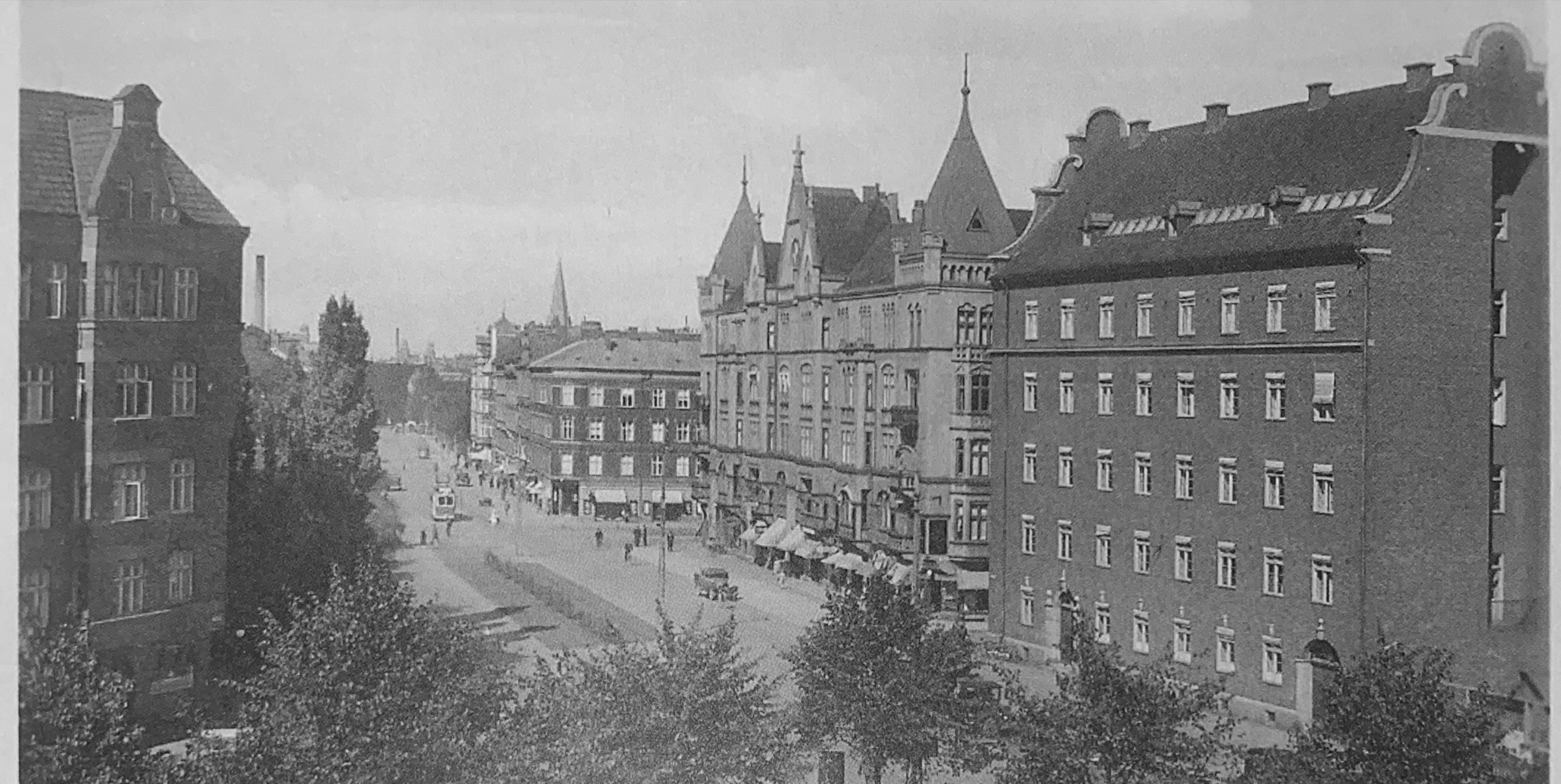
Vykort på Gustav Adolfspalatset.

Gustav Adolfspalatset, uppfört 1904–1910, är en byggnad i kvarteret Jasminen 4 i korsningen mellan Föreningsgatan och Amiralsgatan i Malmö. Huset ägs av fastighetsbolaget AB Amiralen.

## Historia
År 1899 fick företaget Heiner, Busch & Co lagfart på det område som idag är kvarteret Jasminen i Malmö, det kvarter där Gustav Adolfpalatset ligger idag. Lagfarten blev början till det Malmö som växte sig söder ut från Föreningsgatan och några år senare även ner till Rosengård. I ett förslag från år 1897 på den fastlagda stadsplanen för staden Malmö kan man se byggnadens kvarter inritat. Området var en del av en betydligt större plan för Malmö som hade arbetats fram under många år. Innan Gustav Adolfspalatset etablerades stod det en fabrik på dess plats, ägd av företaget Heiner, Busch & Co.
År 1999 blev det fastslaget att Gustav Adolfspalatset är en del av ett ”kulturhistoriskt särskilt värdefullt område”. År 2023 är Gustav Adolfspalatset en del av den byggboom som präglar stora delar av Malmös centrum.
Den 11 mars 1904 bestämde stadsfullmäktige att marken runt området vid Jasminen skulle bytas med fastighetsbolaget Heiner Busch & Co enligt stadsingenjören Anders Nilssons stadsplanering. Beslutet ratificerades några veckor senare i augusti, genom ett avtal mellan staden och Heiner Busch & Co. Samtidigt skedde en lantmäteriförrättning för att dela upp fastigheten i fyra tomter. Fastighetsbildningen godkändes av Kunglig Majestäts befallningshavande sensommaren 1904. Under hösten samma år såldes tomterna till fastighetsbolaget Gustav Adolf. Köpebrevet är försett med datumet 8 september och lagfarten beviljades den 12 september 1904 för alla fyra tomter. Varje del såldes för 40 000 kronor vilket resulterade i en sammanlagd köpesumma på 160 000 kronor. Det var alltså bolaget Gustav Adolf som byggde Gustav Adolfpalatset.

### Kvarteret Jasminen
År 1878 publicerade Georg Gustafsson en plankarta på det området där Gustav Adolfspalatset ligger. Plankartan är idag den äldsta bevarade kartan som visar en medveten strategi för att utöka Malmö stad. Georg Gustafssons enkla prototyp av staden hade sin rötter i antikens stadsbyggande.

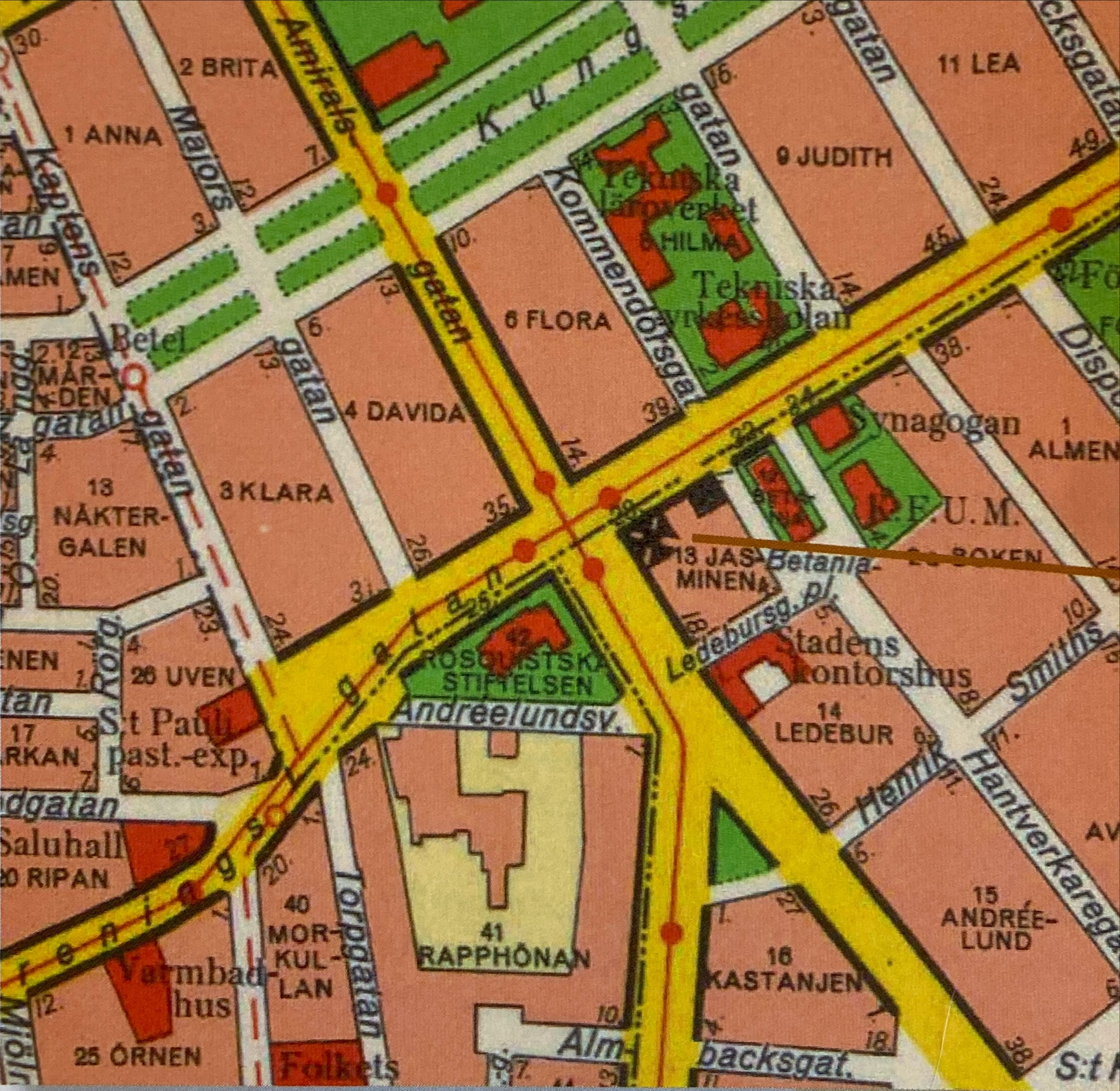
Amiralsgatan och Föreningsgatan 1936.

Området runt Gustav Adolfspalatset, kvarteret Jasminen, är ritat av stadsingenjören Anders Nilsson, även kallad Major Nilsson. Han var en del av de omfattande arbetet som inledde en modern epok i Malmös stadsplanering. Innan han fick kvarteret Jasminen som ansvarsområde hade han endast tagit del av mindre uppdrag såsom planering av järnvägar. För just detta kvarter gällde stadsplan nr 35 som fastställdes av Kung Oscars II befallningshavare, en företrädare som motsvarade dagens länsstyrelse.
Inspirerad av den österrikiska arkitekten Camillo Sitte lydde Anders Nillson en romantisk stil som skulle efterlikna medeltidens, organiskt framvuxna städer. Sitte ställde sig emot den haussmannska traditionen som karaktäriserades av ett tydligt rutnätssystem och ville istället återskapa medeltidens krökta gator som bättre kan anpassas efter de enskilda terrängförhållandena. Anders Nilsson anammade Sittes idéer vilket kan urskiljas i det arbete han gjorde under de kommande tjugo åren av sin karriär. Uttryckssättet var typiskt för europeiska stadsplanerare under perioden som präglades av nationalromantiken. På grund av de tidigare ägarförhållanden som redan hade gett upphov till en plan av kvarteret fick Amiralsgatan en rakare sträckning än vad Anders Nilsson hade föreslagit. Under perioden skulle staden ha en gemensam stadsplan som inte skulle lägga fokus på enskilda kvarter. Plan nr 35 lade främst fokus på Mellersta Förstaden, söder om Föreningsgatan. Under sin aktiva tid fram till 1921 gjorde Anders Nilsson ett mycket omfattande planarbete. När första världskriget bröt ut blev det byggstopp i Malmö vilket innebar att stora delar av Anders Nilssons arbete inte fullföljdes. När byggarbetet efter flera år återupptogs sågs Anders Nilssons idéer som föråldrade och ersattes därför av nya planritningar. Det han främst lämnar efter sig är Amiralsgatans vidare sträckning, som kvarteret Jasminen är en del av.
Anders Nilsson valde att fokusera på de estetiska effekterna i stadsmiljön över de praktiska aspekterna när han planerade Jasminen. Detta blir särskilt tydligt när man tittar på Gustav Adolfspalatsets tomt. De krökta gatorna som karaktäriserar Major Nilssons byggstil gav upphov till oregelbundna markområden. Detta förekom särskilt i centrala Malmö och tenderade att bli kostsamt.

## Ägare

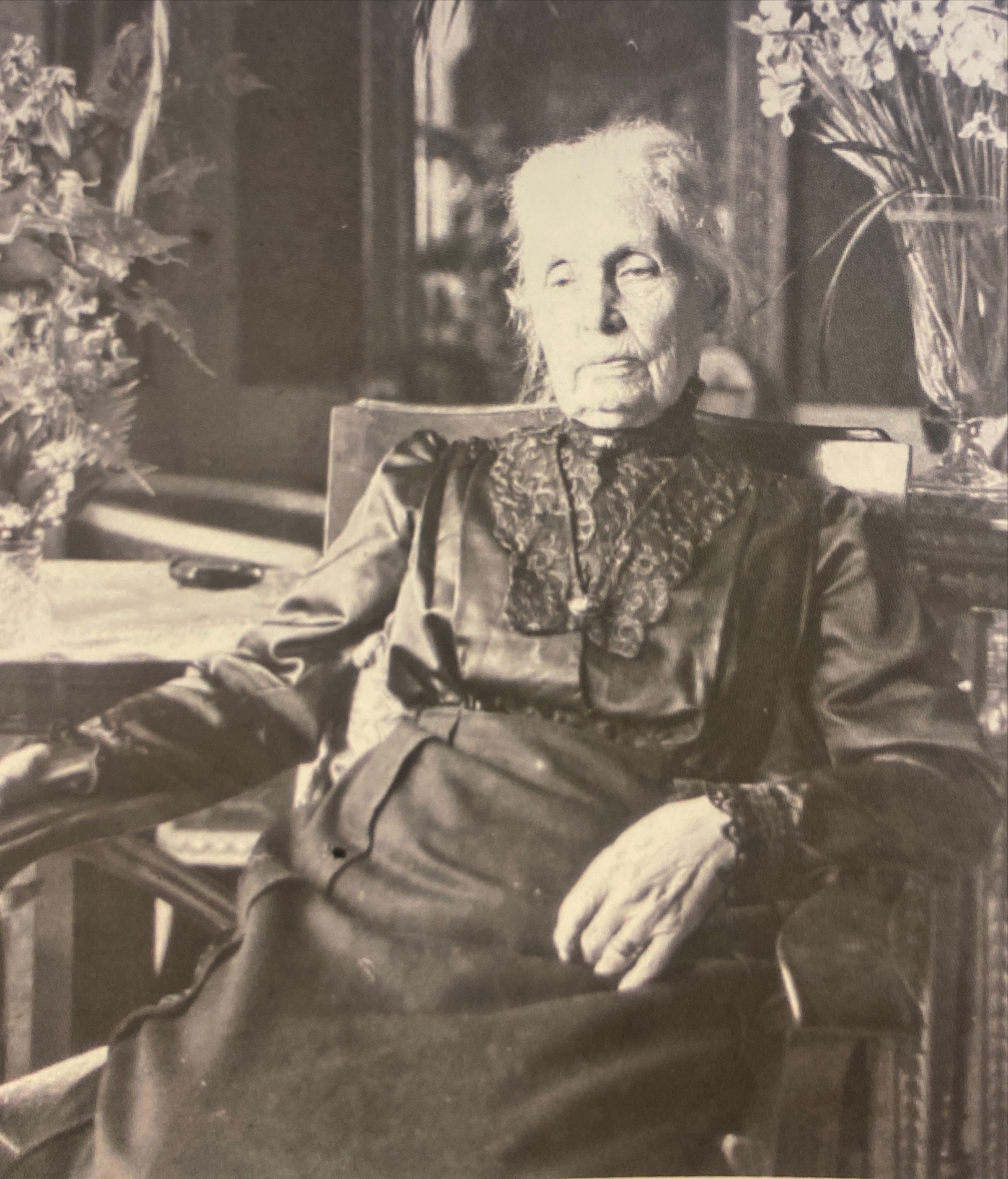
Emmy Aspegrén på 85-årsdagen.

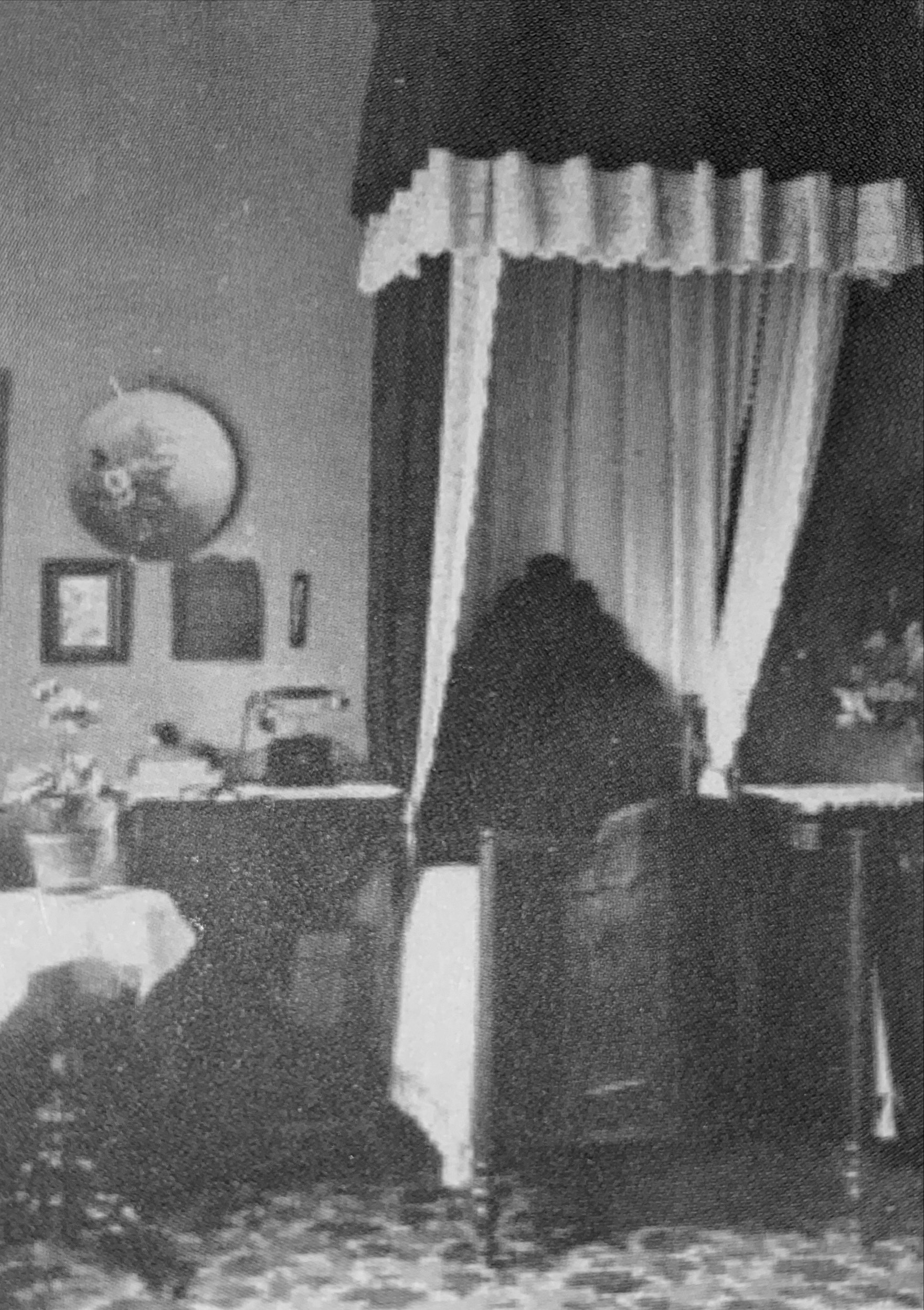
Emmy Aspegréns sovrum i Gustav Adolfspalatset.

Arkitekten Jöns Jacobsson Wallin var även delägare Gustav Adolfspalatset tillsammans med byggmästaren Johannes Lundahl och vice konsulen Petter Ståhle. Wallin hade under åren 1892–1893 en arkitektfirma tillsammans med arkitekten Axel Stenberg, som även hjälpte till med att rita byggnaden.  Fastighetsbolaget Gustav Adolfs fastställde sin första bolagsordning den 10 oktober 1903, aktiekapitalet var då 100 000 kronor. Både Jöns Jacobsson Wallin och Johannes Lundahl bosatte sig sedan i byggnaden. Fram till år 1914 ägdes byggnaden gemensamt av flera delägare som hade köpt inteckningar i Gustav Adolfspalatset. Efter perioden köpte Emmy Aspegrén ägarskap för hela byggnaden och den har ägts och förvaltats av hennes arvingar sedan dess.

### Emmy Aspegrén
Emmy Aspegrén ses som en central figur inom Gustav Adolfspalatsets historia eftersom hon köpte huset 1914 och inledde därmed släkten Aspegréns innehav av byggnaden som kvarstår än idag.
Under 1910-talet fick fastighetsbolaget Gustav Adolfs svårt att täcka de kostnader som krävdes för att underhålla Gustav Adolfspalatset. Banklånet räckte inte till. För att finansiera byggnaden lånade bolaget pengar i utbyte mot inteckningar i fastigheten. Emmy Aspegrén var en av långivarna till bolaget. I slutet av 1913 gick Gustav Adolfs i konkurs och ställde därmed in samtliga utbetalningar. Den 9 februari 1914 utfärdades en offentlig stämning av Rådhusrätten där alla delägare som bolaget hade skulder till skulle lämna in sina handlingar hos Rådhuset. Alla fordringsägare skrevs upp på en lista rangordnat utifrån vilka som hade högst risk och ränta. Ju längre ner på listan man var desto mindre var chansen att få sina pengar tillbaka.

### Lista över investerare 1914
1. Drätselkammaren i Malmö
2. Grosshandlare Th. Smedmark, Malmö
3. Kamreraren L. Ridderborg, Malmö
4. Disponent C Heiner
5. Sydsvenska Kredit AB, Malmö
6. Kronouppbördskontoret i Malmö
7. Kontorist Gustaf Elfsberg
8. Emmy Aspegrén
9. Trelleborgs stads sparbank
10. Drätselkammaren i Malmö
11. Byggmästare Johannes Lundahl, Malmö

I juni samma år hölls konkursaktionen där Gustav Adolfspalatset såldes på exklusiv aktion. Emmy Aspengrén ägde en inteckning i fastigheten och riskerade tillsammans med övriga delägare att förlora sin insats i företaget som hade gått i konkurs. Hon valde därför att köpa hela byggnaden för sitt arv efter den bortgångna maken Johan Aspegrén. Hon räddade därmed sin investering i företaget och fick samtidigt byggnaden för ett relativt lågt pris med tidens mått.
Emmy Aspengrén avled den 22 oktober 1933 vid 92 års ålder. Efter sin tid blev hon en viktig symbol för Gustav Adolfspalatset och arvet hon lämnade efter sig fortsätter att förvaltas av hennes arvingar.

## Bygget
Gustav Adolfsspalatset har fått sitt namn efter fastighetsbolaget Gustaf Adolfs, som hade sin aktiva period åren 1903–1913. Huset är ritat av arkitekten Jöns Jacobsson Wallin och etablerades i tre olika etapper. År 1904 beviljades bygglov för den delen som ligger på Jasminen 4, i kvarterets nordvästra del. Den 30 december samma år besiktigade byggnadsnämnden det första bjälklaget mellan källaren och bottenvåningen. Två år senare, den 22 september 1906 granskades det segmentet vid Jasminen 4 och samma dag utfärdades byggnadsbeviset. I samband med detta fick resten av byggnaden tas i drift. Samma år i oktober daterades den första kyrkobokföringen för huset. År 1907 byggdes den delen av huset som ligger i hörnan Föreningsgatan–Amiralsgatan. Redan samma år som den första beståndsdelen stod klar flyttade arkitekten själv in, med andra ord måste han varit mycket belåten med sitt verk. Bygglovet för installation av hiss söktes samma år, innan dess fick de befintliga hyresgästerna alltså använda trappan. 1908 var delen vid Jasminen 3 klar och följande år, 1909 eller 1910 stod delen vänd mot Betaniaplan klar. Huset är ett av få verk i Malmö som signerats av arkitekten Jöns Jacobsson Wallin.

### Moderniseringen
Ulric Müllern-Aspegren, som blev den första ordförande för företaget som idag förvaltar Gustav Adolfspalatset tog initiativ om en omfattande modernisering av byggnaden åren 1936–1937. Moderniseringen kostade sammanlagt 160 000 kronor vilket ökade värdet på byggnaden väsentligt. Tidigare hade byggnadens primära värmesystem bestått av kakelugnar som värmde upp varje rum, detta ersatte man med modern centralvärme och varmvatten. Under andra världskriget drabbades regionen av ett flertal kalla vintrar då använde man koks för att driva det nya värmesystemet. Under samma renovering byggde man om flera av husets garderober för att inrätta en hiss från ingången vid Föreningsgatan hela vägen upp till vinden.

### 1970-talet
Under 1970-talet kunde man genomföra vissa större reparationer med hjälp av statliga energisubventioner, till exempel byttes alla enkelkopplade rutor ut till dubbla rutor. När en av byggnadens värmepannor sprack 1974 fick man ytterligare subventioner för att finansiera åtgärderna. I samband med reparationen av värmesystemet fick Gustav Adolfspalatset fjärrvärme likt många andra byggnader i Malmö. Ordföranden Anders Aspegrén som även var VD för företaget under perioden beskriver bostadspolitiken under 1970-talet som invecklad då Gustav Adolfspalatset var omodernt och behövde renoveringar som ekonomin inte räckte till för. Amiralen AB fick under 1970-talet rätt att höja hyrorna för att kunna finansiera en renovering av byggnaden. Därefter fanns möjligheten att modernisera byggnaden ytterligare. Gustav Adolfspalatset utrustades med moderniteter såsom porttelefon och torktumlare.

## Amiralen AB
Amiralen AB är det fastighetsbolaget som äger och förvaltar Gustav Adolfpalatset. 

### Historia
Amiralen AB bildades den 11 april 1934. Bolagsstämman bestod då av Ulric Müllern-Aspegren, Emmy Beijer, Maria Essén, Henric Essén och Richard Aspegrén, som blev delägare i det nya bolaget. Totalt hade de 140 aktier, som enligt bolagsordningen skulle tillfalla aktieägarna för 1000 kronor styck. Den befintliga styrelsen hade beslutat att aktiekapitalet skulle uppgå till minst 140 000 kronor och högst 420 000 kronor.

### Bolagsordningen 1934
Under den första bolagsstämman fastställs aktiernas diverse röstetal samt platsen för bolagets säte, Malmö. Samtidigt infördes ett förbud mot utländskt aktiemajoritet. Under paragraf 7 i bolagsordningen fastslog man vilka aktier som skulle ge innehavaren inflytande i företaget. Man bestämde då att ägare av aktie typ A skulle tilldelas två röster som de kunde använde vid nästkommande bolagsstämma den 2 juli samma år. Varje sådan aktie gav innehavaren rätt till två röster.
Vid bolagets bildning beslutade man även om vilka som skulle få sitta i styrelsen. Man fastställde att ledningsgruppen skulle bestå av tre medlemmar med varsin suppleant. Varje medlem med respektive suppleant kunde väljas in av resterande medlemmar vid ordinarie bolagsstämmor. Om en ledamot skulle avstå innan den period, för vilken denne har blivit vald och det inte fanns någon suppleant som kunde ta över posten kunde en ny medlem väljas in innan den kommande bolagsstämman. För att välja en nya ordförande krävdes det att styrelsen var enig, alltså ett beslut taget i konsensus. Detta enligt paragraf 9 i bolagsordningen från 1934. För att styrelsens förvaltning skulle granskas på rätt sätt ordnade man det så att styrelsen gemensamt skulle välja in två revisorer. Minst en av revisorerna skulle vara auktoriserad.
I paragraf 12 fastställs hur aktiebolagets ordinarie bolagsstämmor ska hållas. Det står att varje möte av detta slag måste hållas i Malmö en gång om året innan juli. Vid stämman skulle styrelsen framlägga förvaltningsberättelse tillsammans med vinst- och förlusträkning samt en balansräkning för årsredovisningen tillika med revisorernas verkställda granskning.
| Namn                    | Röster | aktier      |
| ----------------------- | ------ | ----------- |
| Ulrick Müllern Aspegren | 40     | 20 B-aktier |
| Emmy Beijer             | 40     | 20 B-aktier |
| Maria Essén             | 38     | 19 B-aktier |
| Henrik Essén            | 2      | 1 B-aktier  |
| Richard Aspegren        | 40     | 20 B-aktier |
| John B Aspegren         | 10     | 10 A-akter  |
| Amy Aspegren            | 10     | 10 A-aktier |
| Herman Aspegren         | 40     | 20 B-aktier |
| Adolf Aspegren          | 20     | 20 A-aktier |

Genom arv ägs bolaget idag av två grenar av släkten med ungefär hälften av 140 aktier var, främst ättlingar grundarna Richard Aspegrén och Ulric Aspegrén. De diverse delägarna samlas en gång per år i samband med den årliga bolagsstämman.
1940 dog Ulric Müllern-Aspégren, vilket ledde till att Richard Aspegrén tilldelades positionen som VD och ordförande för företaget. 1947 lämnade styrelsemedlemmen Emmy Beijer över sin plats till sin son Gösta Beijer. Styrelsen bestod alltså vid tidpunkten av ordförande Richard Aspegrén, Alma Odhner och Gösta Beijer.

### Aktieutdelningen
Efter år 1934 började styrelsen betala ut styrelsearvode på en summa av 4500 kronor. Årsredovisningen visar att 2000 kronor betalades ut till övrig personal som jobbade för aktiebolaget. Att investeringarna i byggnaden var återhållsamma under perioden berodde på de knappa vinstmarginalerna. Trots den rådande inflationen i Malmö höjde man endast räntan på lägenheter i Gustav Adolf palatset marginellt fram till mitten av femtiotalet. Bevisligen var hyresintäkten 40 815 kronor 1934 och 15 år senare, år 1949, hade den fortfarande inte stigit över 50 000 kronor. Under andra världskriget reglerade man hyran genom att motverka hyreshöjningar vilket var faktorn bakom Gustav Adolfspalatsets styrelses restriktiva räntehöjning. Vidare blev det dyrt att renovera bostadshuset på grund av höga löner och materiella kostnader.
Under 1970-talet var aktieutdelningen i Malmö region dubbelbeskattad. Aktiebolaget bestämde därmed att istället för utdelningar skulle delägarna få en högre summa i styrelsearvode.

### Fastighetsförvaltningen av Gustav Adolfspalatset
År 1950 tog Anders Aspegrén över positionen som vicevärld för Gustav Adolfsplataset. Hans uppgifter infattade främst att agera som mellanhand mellan styrelsen och hyresgästerna. Han tog emot konstruktiv kritik från kunderna som han framförde till styrelsen som i sin tur avgjorde om de kunde möta hyresgästernas begäran. 1955, när Richard Aspegrén dog tog Anders Aspegrén över som VD och styrelseordförande för Amiralen AB. I samband med hans nya position började VD Anders Aspegrén successive höja hyran på bostadsrätterna. Mellan år 1950 och 1951 gick hyresintäkterna upp med cirka 14 000 kronor. Under följande årtionde ökade hyrorna med cirka 6 000 kronor per år.
År 1961 tilldelades Stig Söderlin rollen som vicevärd och fastighetsförvaltare för Gustav Adolfspalatset. När arbetet överläts till Skånska banken 1969 delegerades de även förvaltningsansvaret. När Skånska banken 1974 upphörde med extern förvaltning ersattes tjänsten av företaget BGB i Malmö. 1980 bildade aktiebolagets tidigare förvaltare Stig Söderlin och Arne Öhlander fastighetsförvaltningsaktiebolaget Stadsbostäder och åtog sig Gustav Adolfspalatsets praktiska omvårdnad samt ansvaret för hyresgästkontakter, reparation och bokföring. Samarbetet är än idag bestående.

### Nästa generation tar över
I slutet av 1990-talet blev det ett generationsskifte i styrelsen. Juristen Anna Olsson som var dotter till föregående styrelseordförande Johan Müllern-Aspegren blev ny ordförande då hennes yrke sågs som en tillgång för bolaget. Ytterligare en ny medlem valdes in i styrelsen, Erik Björkstad, som efterträdde sin mamma. Även han hade kopplingar till grundaren av styrelsen Ulric Aspegrén och började tidigt intressera sig för släktens historia i förhållande till Gustav Adolfspalatset.

### Styrelsemedlemmar genom tiderna
- 1934–1940, Ulric Müllern-Aspegren, ordförande
- 1934–1955, Richard Aspegrén, VD, ordförande
- 1934–1940, Maria Essén
- 1941–1946, Emmy Beijer
- 1941–1957, Alma Odhner, ordförande
- 1947–1961, Gösta Engeström
- 1955–2002, Anders Aspegrén, VD
- 1957–2001, Johan Müllern-Aspegrén, ordförande
- 1961–1962, Karin Berlin
- 1974–1988, Birgit Müllern-Aspegrén
- 1963–1975, Rigmor Aspegrén
- 1988–2002, Antin Björnstad
- 2001–2011, Anna Olsson, ordförande
- 2002– Fredrik Aspegrén
- 2002– Ulric Aspegrén
- 2002– Erik Björnstad